# Pouy-sur-Vannes
Pouy-sur-Vannes – miejscowość i gmina we Francji, w regionie Grand Est, w departamencie Aube.
Według danych na rok 1990 gminę zamieszkiwało 170 osób, a gęstość zaludnienia wynosiła 11 osób/km².